# اوتارد
اوتارد، یک خانه کنیاک فرانسوی است که در سال ۱۷۹۵ (میلادی) توسط ژان-باتیست آنتوان اتار تأسیس شد. این شرکت در شاتو دو کنیاک بنیان گذاشته شد و همچنین تحت نام شاتو رویال دو کنیاک به فروش می‌شد.
کنیاک بارون اوتارد تا زمانی که توسط شرکت آبجوسازی بریتانیایی باس پی‌ال‌سی (Bass Plc) خریداری شد، متعلق به خانواده اوتارد بود. سپس در سال ۱۹۹۱ به شرکت ایتالیایی مارتینی و روسی اس‌پی‌ای فروخته شد. امروزه، کنیاک بارون اوتارد یکی از زیر مجموعه‌های گروه باکاردی است.
این برند تنها از مرغوب‌ترین انگورهای منطقه «گراند شامپاین» استفاده می‌کند.